# 圣多马教堂 (斯特拉斯堡)

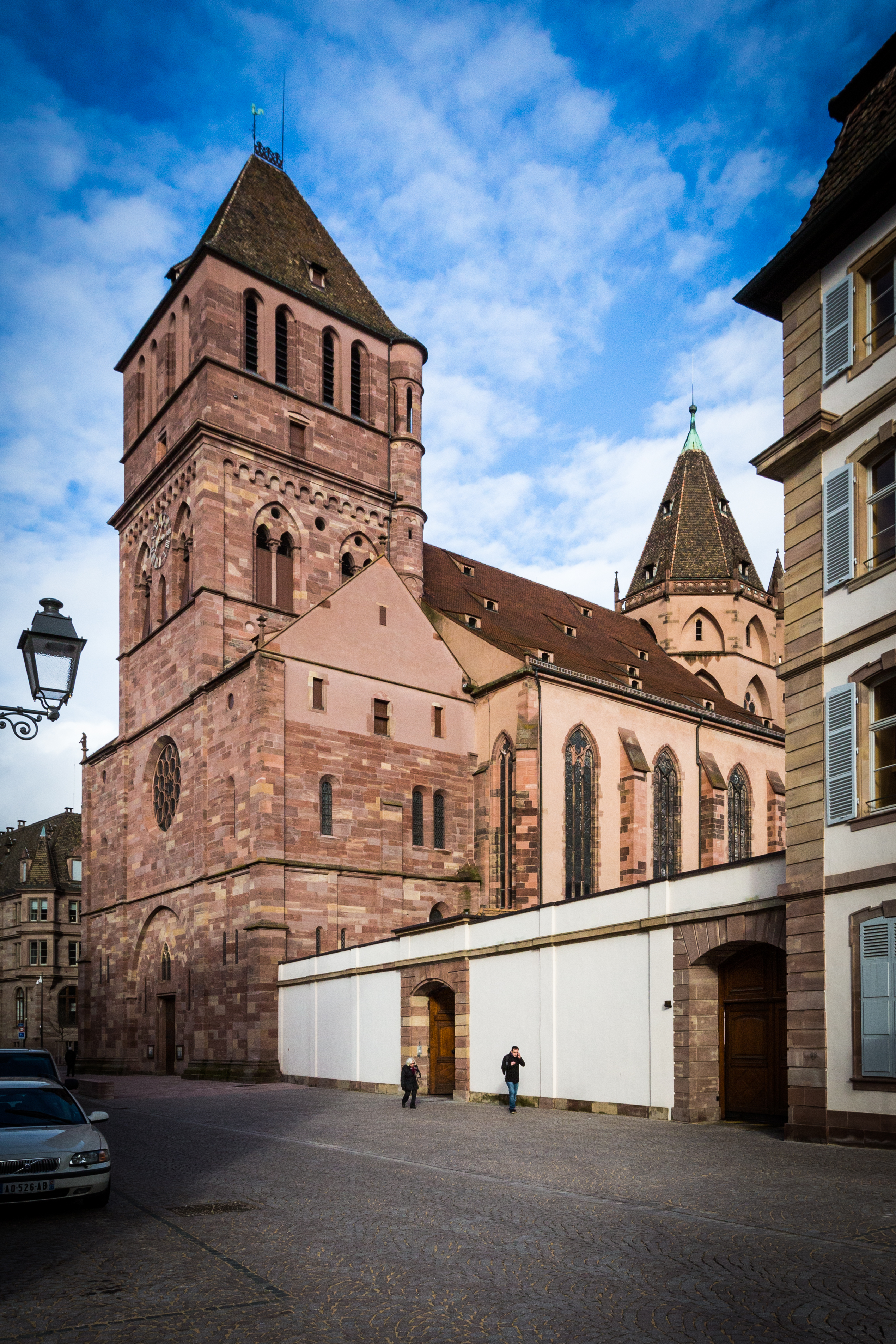
外观

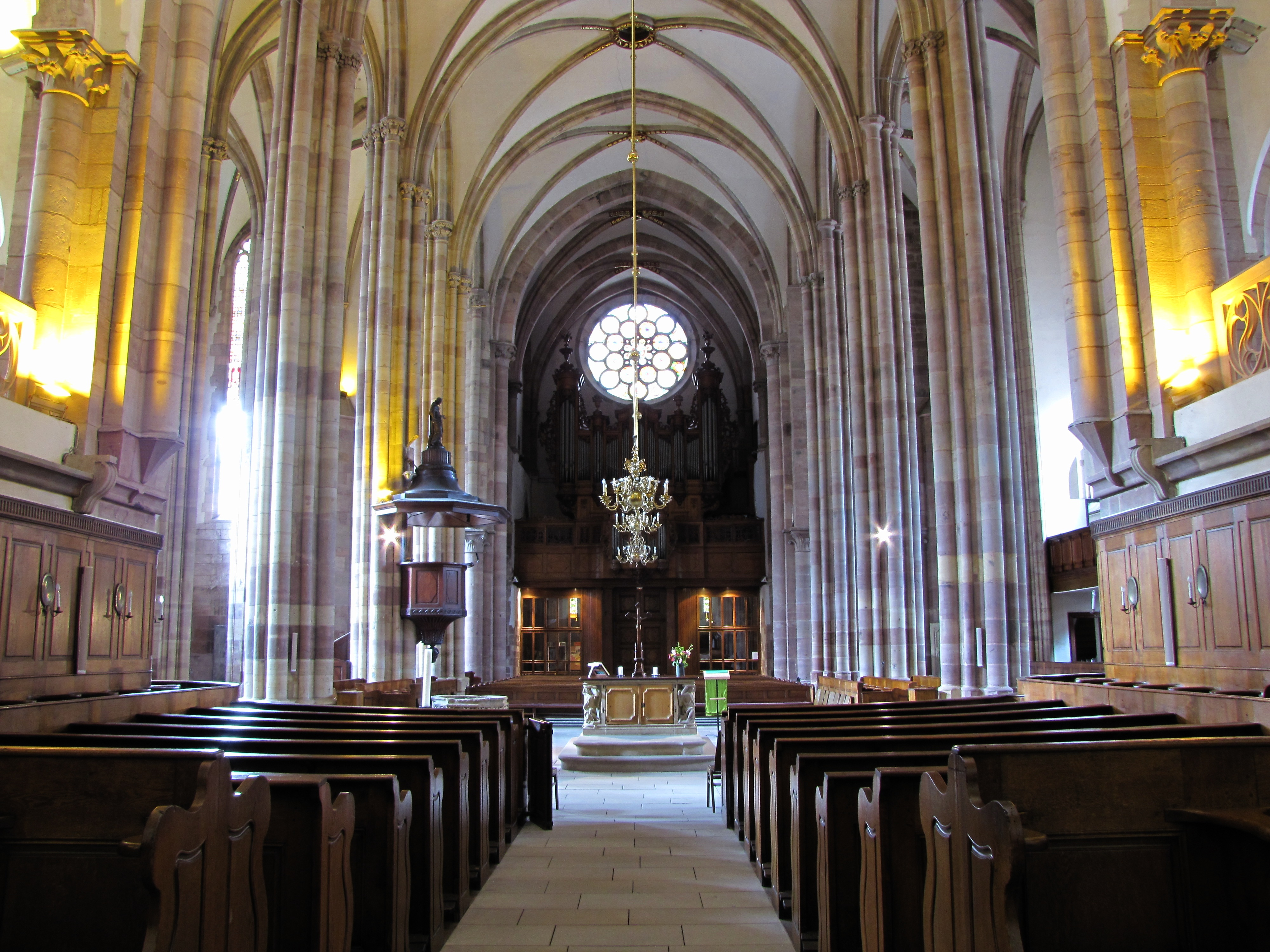
内部

圣多马教堂 (法語：Église Saint-Thomas）是斯特拉斯堡最主要的新教教堂，自从1681年该市被合并于法国之后，斯特拉斯堡主教座堂再度归属天主教会。它的绰号是“新教主教座堂”或老小姐(Die alte Dame) ，是阿尔萨斯地区唯一的廳堂式教堂。这座建筑位于“阿尔萨斯罗曼之路”上。1862年，它被法国文化部列为国家历史古迹。

## 圖庫

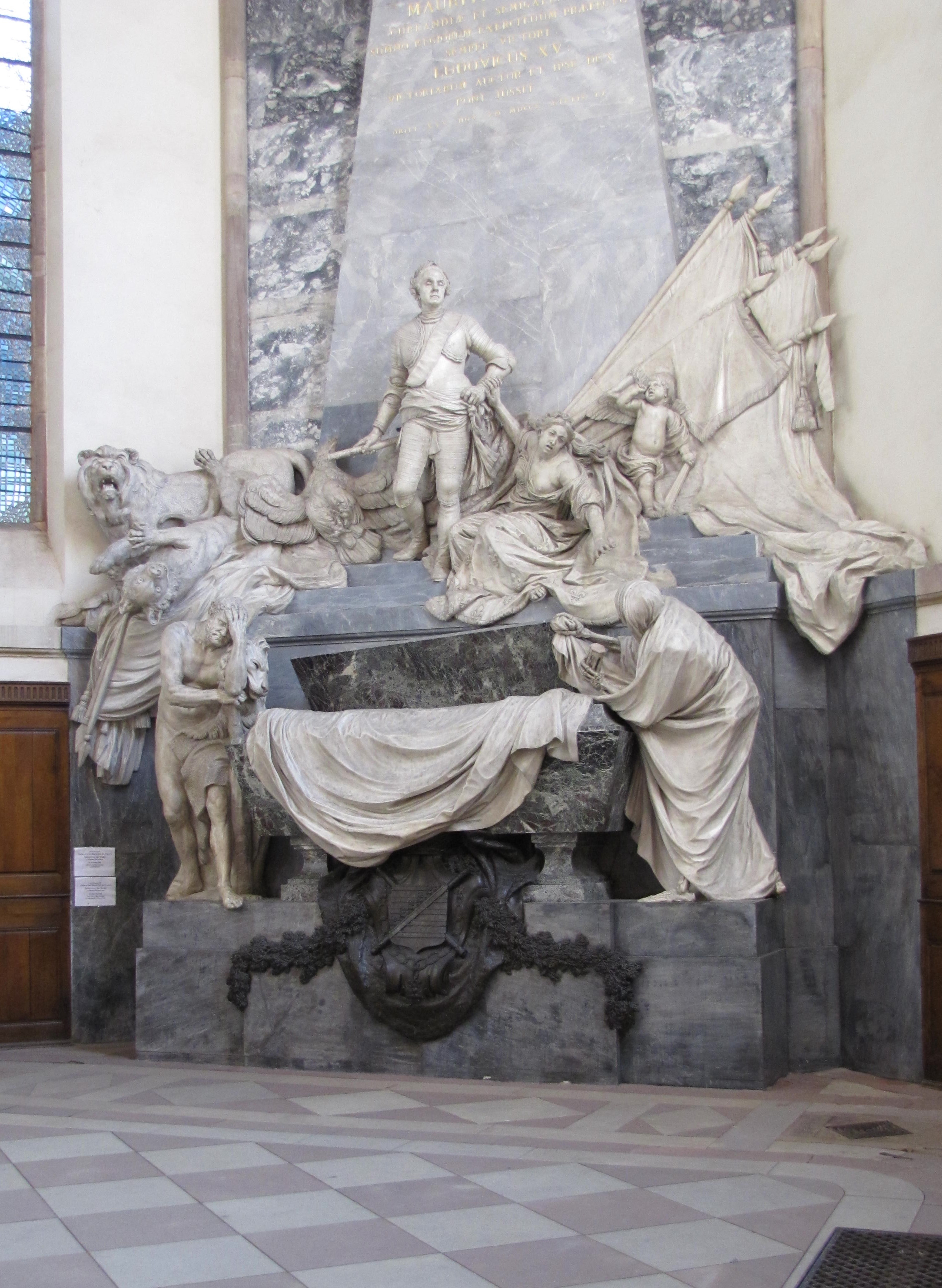
莫里斯·德·薩克斯大元帥的陵墓，由讓-巴蒂斯特·皮加勒（英语：Jean-Baptiste Pigalle）雕刻
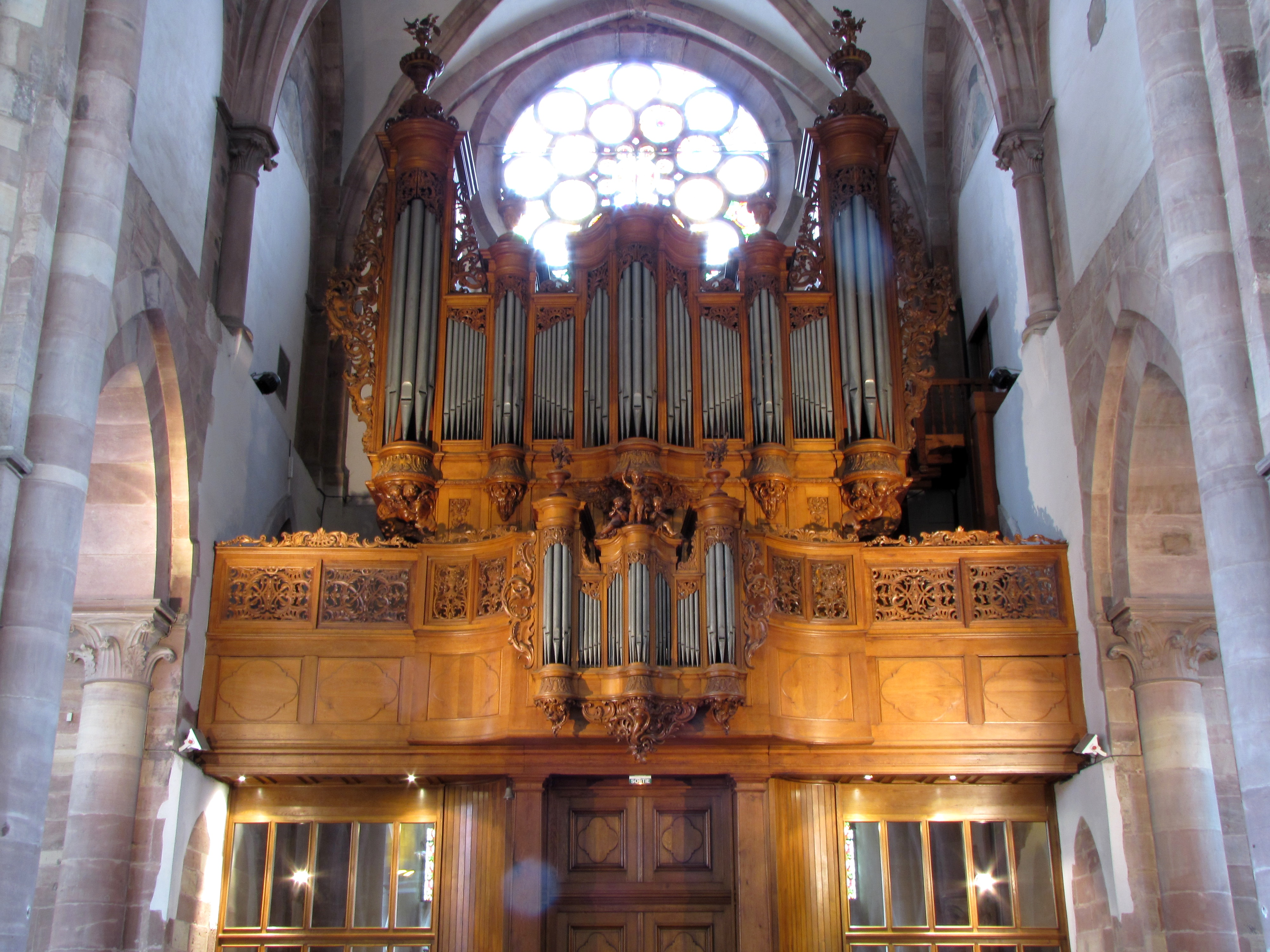
主要管風琴,，由讓-安德烈·西爾伯曼（英语：Johann Andreas Silbermann）於1741年製作
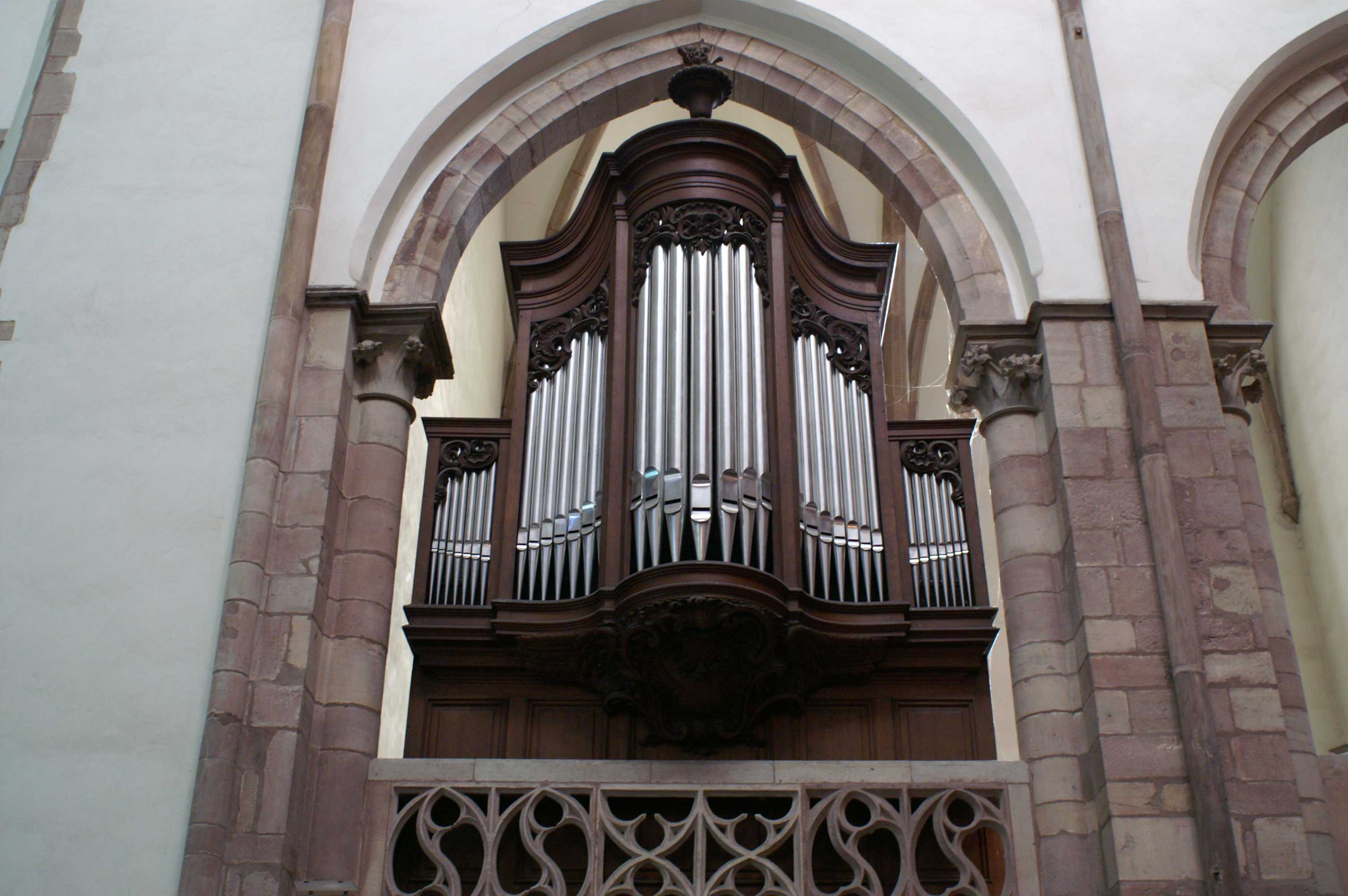
1905年按照阿爾伯特·史懷哲的計畫建造的管風琴
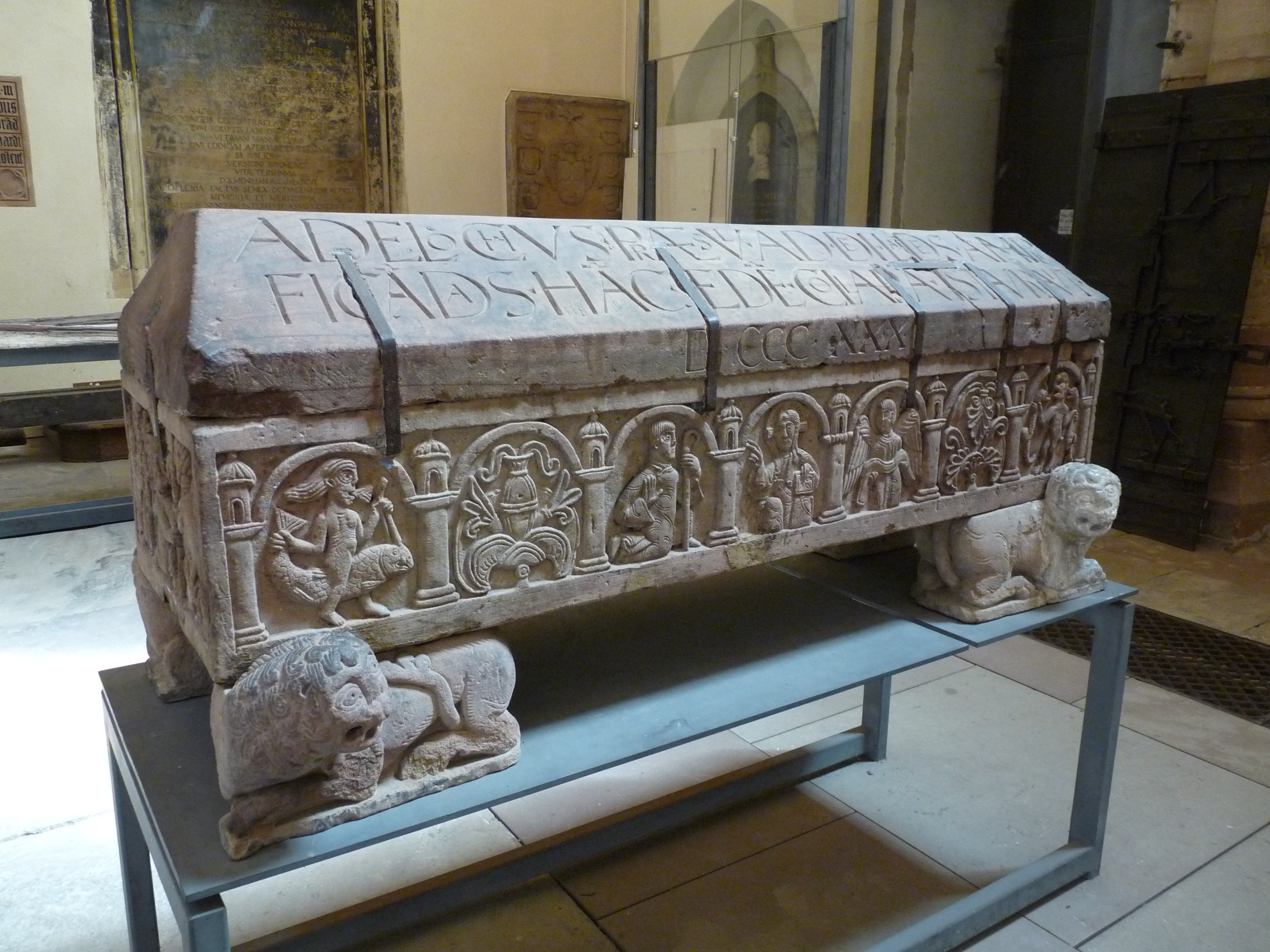
阿德洛克主教的石棺
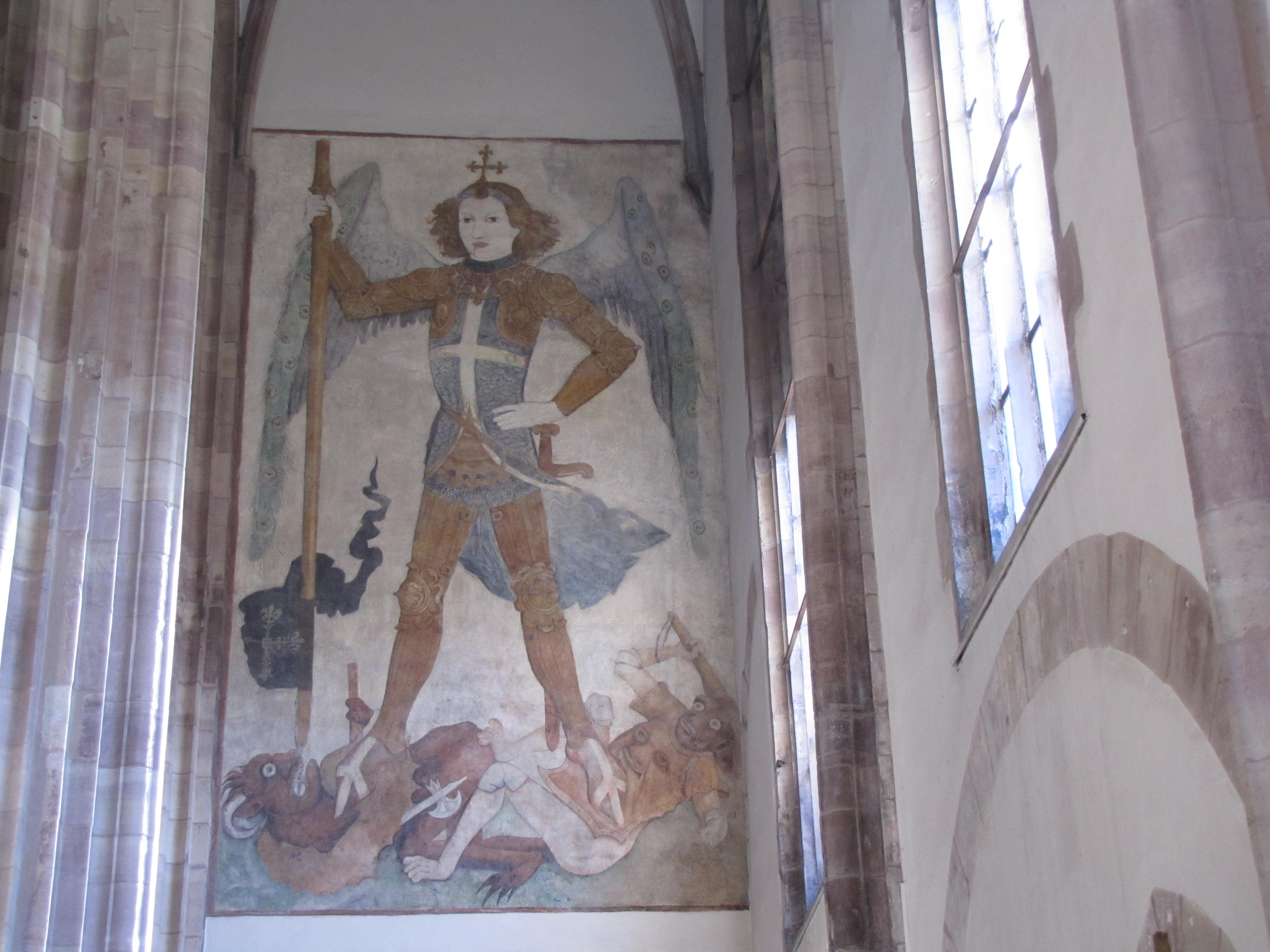
米迦勒的壁畫